# Grup per al Desenvolupament de les Nacions Unides
El Grup per al Desenvolupament de les Nacions Unides (GDNU) és un consorci format a partir del resultat de la reforma de les Nacions Unides, creat pel secretari general de les Nacions Unides l'any 1997, per millorar l'eficàcia de les activitats de desenvolupament de les Nacions Unides a nivell de país.
Les seves prioritats estratègiques són «Respondre a la revisió triennal àmplia (RTA) i a les prioritats de desenvolupament global, i assegurar que el sistema de desenvolupament de l'ONU arriba a ser més centrat i coherent internament, el Grup ha desenvolupat i aprovat un conjunt de prioritats estratègiques per al 2010-2011. Les prioritats estratègiques del GDNU són orientar els esforços dels membres del GDNU a nivell mundial, regional i nacional per facilitar un canvi radical en la qualitat i l'impacte del suport de les Nacions Unides a nivell de país». Reuneix 32 agències de l'ONU i grups, més de cinc observadors que treballen en temes de desenvolupament diferents o similars des del Programa de les Nacions Unides per al Desenvolupament a l'Organització Internacional del Treball.

## Història
L'any 1997, hi va haver trucades dins de les Nacions Unides per unir totes les agències de l'ONU que treballen en temes de desenvolupament en conjunt, per als Programes de Desenvolupament de les Nacions Unides, molts fons i organismes especialitzats envaïen les activitats de l'altre. Primer es va proposar fusionar UNICEF, el Programa Mundial d'Aliments i el UNFPA en la PNUD. Finalment, el llavors secretari general Kofi Annan va treballar per formar el GNUD i va rebre elogis des de llavors James Speth, administrador del PNUD.

## Membres[2]
- PNUD: Programa de les Nacions Unides per al Desenvolupament
- UNICEF: Fons de les Nacions Unides per la Infància
- UNFPA: Fons de Població de les Nacions Unides
- PMA: Programa Mundial d'Aliments
- ACNUDH: Oficina de l'Alt Comissionat per als Drets Humans
- ONU Dones: (anteriorment UNIFEM)
- UNOPS: Oficina de Nacions Unides de Serveis per a Projectes
- ONUSIDA: Programa Conjunt de les Nacions Unides sobre el VIH / SIDA
- ONU-Hàbitat: Programa de les Nacions Unides per als Assentaments Humans
- ONUDD: Oficina de les Nacions Unides contra la Droga i el Delicte
- OMS: Organització Mundial de la Salut
- DESA: Departament d'Afers Econòmics i Socials de les Nacions Unides
- FIDA: Fons Internacional de Desenvolupament Agrícola
- UNCTAD: Conferència de les Nacions Unides sobre Comerç i Desenvolupament
- UNESCO: Organització de les Nacions Unides per a l'Educació, la Ciència i la Cultura
- FAO: Organització per l'Alimentació i l'Agricultura de les Nacions Unides
- ONUDI: Organització de les Nacions Unides per al Desenvolupament Industrial
- OIT: Organització Internacional del Treball
- UNDPI: Departament d'Informació Pública de les Nacions Unides (Comissions Regionals (CEPA, la CEPE, la CEPAL, la CESPAP, la CESPAO - rotatiu cada any)
- OHRLLS: Oficina de l'Alt Representant per als Països Menys Avançats, els Països en vies de desenvolupament i els petits Estats insulars en desenvolupament
- SRSG/CAC: Representant Especial del Secretari General per a Nens i Conflictes Armats
- PNUMA: Programa de les Nacions Unides sobre Medi Ambient
- ACNUR: Alt Comissionat de les Nacions Unides per als Refugiats
- OSAA: Oficina del Sotssecretari General (USG: Assessor Especial per Àfrica)
- OMT: Organització Mundial del Turisme
- OMM: Organització Meteorològica Mundial
- UIT: Unió Internacional de Telecomunicacions

## Observadors[2]
- Banc Mundial (no exactament)
- UNFIP: Fons de les Nacions Unides per a la Col·laboració Internacional
- OCHA: Oficina de Coordinació d'Assumptes Humanitaris
- Portaveu del Secretari General
- Director de l'Oficina del Secretari General Adjunt

## Lideratge i organització

### Lideratge
El Consell Econòmic i Social de les Nacions Unides i l'Assemblea General de les Nacions Unides proporcionen supervisió i mandats per al GDNU. El grup és supervisat pel Comitè Econòmic i Financer (Segona Comissió) de l'Assemblea General. El grup ha proporcionat informes com ara l'anàlisi estadística de finançament de les activitats operacionals pel desenvolupament del sistema de les Nacions Unides per l'any 2006 i l'anàlisi estadística global de finançament de les activitats operacionals pel desenvolupament del sistema de les Nacions Unides de 2007 a l'Assemblea General.
El president del grup és l'administrador del GDNU. Des dels seus inicis aquests han estat els presidents del GDNU:
- James Speth (1997–1999)
- Mark Malloch Brown (1999–2005)
- Kemal Derviş (2005–2009)
- Helen Clark (2009-)

#### Comitè Executiu
El Comitè Executiu està format pel quatre membres fundadors (PDNU, FPNU, UNICEF i PMA). L'Alt Comissionat pels Drets Humans és un membre d'ofici del Comitè.

#### Grup Assessor del GDNU
Sota el lideratge de Kemal Derviş, un taxador de grups, proporciona al president un informe d'orientació sobre la gestió dels aspectes operacionals del GDNU i el Sistema de Coordinació Resident. El 2009, els membres permanents del grup d'avaluació van ser: l'Organització per l'Alimentació i l'Agricultura de les Nacions Unides, l'Organització Internacional del Treball, el Programa de les Nacions Unides per al Desenvolupament, l'Organització de les Nacions Unides per a l'Educació, la Ciència i la Cultura, el Fons de Població de les Nacions Unides, el Fons de les Nacions Unides per la Infància, l'Alt Comissionat de les Nacions Unides per als Refugiats, el Programa Mundial d'Aliments, l'Organització Mundial de la Salut i l'Organització de les Nacions Unides per al Desenvolupament Industrial. Els membres de rotació que tenen un mandat d'un any, des de l'1 d'agost de 2009 van ser: la Secretaria del Programa Conjunt de les Nacions Unides sobre el VIH / SIDA, el Departament d'Afers Econòmics i Socials de les Nacions Unides i la Comissió Econòmica per a Europa (en representació de les cinc comissions regionals).

### Organització

#### Oficina de Coordinació al Desenvolupament
L'Oficina de Coordinació d'Operacions per al Desenvolupament de les Nacions Unides (OCOD) és un component clau dins el GDNU, promocionant el progrés social i econòmic, proporcionant suport. Va ser una part fonamental en la formació del GDNU el 1997, unint la coordinació del sistema de les Nacions Unides i millorant la qualitat de la seva assistència al desenvolupament. Coordinació condueix a un suport més estratègic de les Nacions Unides per als plans i prioritats nacionals, fa que les operacions siguin més eficients, redueix el cost de transacció per als governs, i en última instància, ajuda a les persones assolir els Objectius de Desenvolupament del Mil·lenni i altres objectius de desenvolupament acordats internacionalment.